# Marion Coates Hansen
Marion Coates Hansen, nata Coates (Osbaldwick, 3 giugno 1870 – Great Ayton, 2 gennaio 1947), è stata una politica, femminista inglese e attivista per il suffragio femminile, uno dei primi membri militante del Women's Social and Political Union (WSPU), nonché membro fondatore della Women's Freedom League (WFL) nel 1907 e futura leader del Partito Laburista. È generalmente accreditata per aver influenzato George Lansbury nel sostenere la causa del voto per le donne, quando agì come suo agente nella campagna elettorale generale del 1906. Divenne una delle più forti sostenitrici della causa delle donne nell'era precedente al 1914.
La Hansen trascorse quasi tutta la sua vita nel Middlesbrough e fu un membro attivo del locale Partito Laburista Indipendente (ILP). Nata nella famiglia benestante Coates, fu attratta dal socialismo attraverso la sua collaborazione con Joseph Fels, l'industriale e riformatore sociale americano per il quale lavorò come tata a Philadelphia nei primi anni 1890. Faceva parte di un gruppo che lasciò la WSPU per protestare contro gli atteggiamenti sempre più autocratici di Emmeline Pankhurst e della sua famiglia verso l’insieme dei membri dell’organizzazione. Dopo la Prima Guerra Mondiale assunse la politica locale a Middlesbrough, divenne consigliera locale a Middlesbrough e fu coinvolta nella riforma degli alloggi e nello sgombero dei bassifondi miserevoli. Il suo contributo alla causa dei diritti delle donne è stato in gran parte trascurato dagli storici, che hanno avuto la tendenza a concentrarsi su figure di alto profilo.

## Primi anni di vita
Poche informazioni sono state pubblicate sui primi anni di vita, istruzione e educazione della Hansen. Nacque come Marion Coates nel 1870 o 1871, a Osbaldwick, nello Yorkshire. Mentre era ancora una bambina la famiglia si trasferì nel distretto di Linthorpe di Middlesbrough. Tra i suoi fratelli c'erano due più grandi: Charles e Walter, che divennero uomini d'affari di successo e furono in affari con l'industriale e riformatore sociale americano Joseph Fels. Grazie al rapporto con Fels, la Hansen si recò a Filadelfia, probabilmente alla fine degli anni 1880 o all'inizio degli anni 1890, dove lavorò per un certo periodo come tata nella famiglia Fels.
Durante il suo soggiorno americano Hansen scoprì e fu ispirata dalla poesia e dalla filosofia democratica di Walt Whitman. Al suo ritorno in Inghilterra divenne un'attiva sostenitrice del socialismo e dei diritti delle donne, usando le pagine della rivista socialista radicale Justice per attaccare i classici pregiudizi maschili vittoriani riguardanti il ruolo delle donne nella società. Quando un leader socialista opinò che le donne avrebbero dovuto essere "affascinate e incantate dalle bellezze e dalle possibilità del socialismo", la Hansen scrisse una risposta di condanna sulla rivista Justice: "Noi donne non saremo comprate come caramelle... Verremo come compagne, amiche, guerriere verso uno stato degno di noi, non come bambole". Intorno al 1900 sposò Frederick Hansen, un membro di una famiglia benestante del Middlesbrough con credenze socialiste. Le famiglie Hansen e Coates erano membri influenti del locale Partito Laburista Indipendente (ILP), in cui Marion Hansen, come segretaria di filiale, era la forza trainante; lei, la sua famiglia e i loro associati erano conosciuti nei circoli socialisti locali come "la cricca di Linthorpe". Di tanto in tanto l'influenza di questo gruppo e i loro atteggiamenti paternalistici, in particolare il loro controllo permanente sul comitato esecutivo della filiale, causarono risentimento tra i membri della classe operaia. Un altro punto di contesa era il conflitto di interessi tra i doveri della Hansen e il suo crescente interesse per la politica del femminismo. Nel 1903, quando fu fondata l'Unione sociale e politica delle donne per promuovere la causa del suffragio femminile, la Hansen ne divenne un membro precoce.

## Suffragista

### Contesto storico

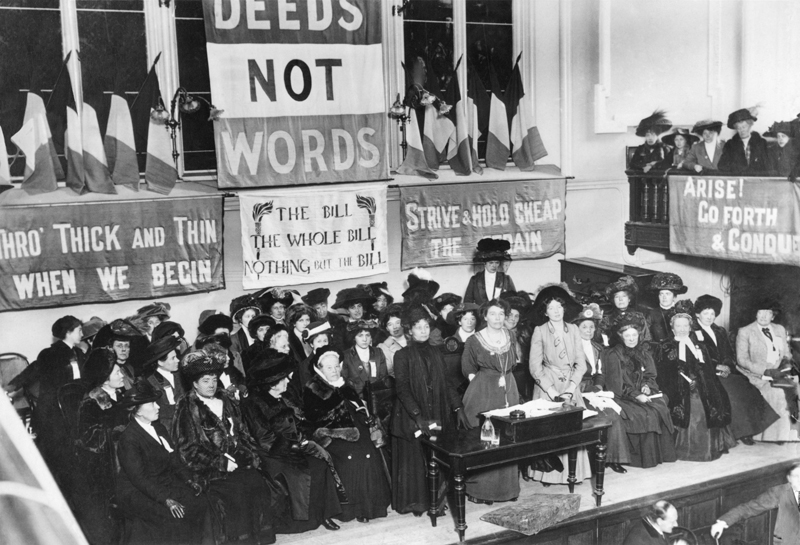
Una riunione della WSPU, intorno al 1908

Il WPSU, fondato nel 1903, fu un movimento separatista dell'National Union of Women's Suffrage Societies (NUWSS) (Unione nazionale delle società di suffragio femminile) che, guidato da Millicent Fawcett, promosse la causa del suffragio femminile con metodi gradualisti e rispettosi della legge. Alcuni membri della NUWSS, guidati da Emmeline Pankhurst e dalla sua famiglia, volevano una strategia più attiva e un obiettivo più specifico: garantire il diritto di voto alle donne sulla stessa base degli uomini. Fondarono il WPSU con il motto "Fatti non parole", e il nuovo corpo iniziò a costruire un'appartenenza attivista. Inizialmente il WPSU non promuoveva il tipo di azioni dirompenti che in seguito divennero il suo marchio di fabbrica; il cambiamento di tattica avvenne nel 1905, quando apparve chiaro che la riforma attraverso la via parlamentare era destinata al fallimento. Nel febbraio 1905 il deputato dell'opposizione liberale, Bamford Slack, presentò un disegno di legge alla Camera dei Comuni, che avrebbe dato voti alle donne nelle elezioni parlamentari. Quando il disegno di legge fu discusso il 12 maggio, i suoi oppositori gli ""fecero ostruzionismo"" e non fu messo ai voti. Sentendo che i liberali sarebbero presto diventati il partito di governo, il WSPU chiese assicurazioni ai portavoce del partito che avrebbero, quando al potere, legiferare sui voti per le donne. Il fallimento della leadership liberale portò all'adozione da parte del WSPU di tattiche più aggressive. Dall'autunno in poi le riunioni del partito liberale furono regolarmente criticate e molestate. Christabel Pankhurst e Annie Kenney furono imprigionate dopo che avevano interrotto un incontro a Manchester, ostacolando la polizia e rifiutandosi di pagare la multa.

### Collaborazione con George Lansbury

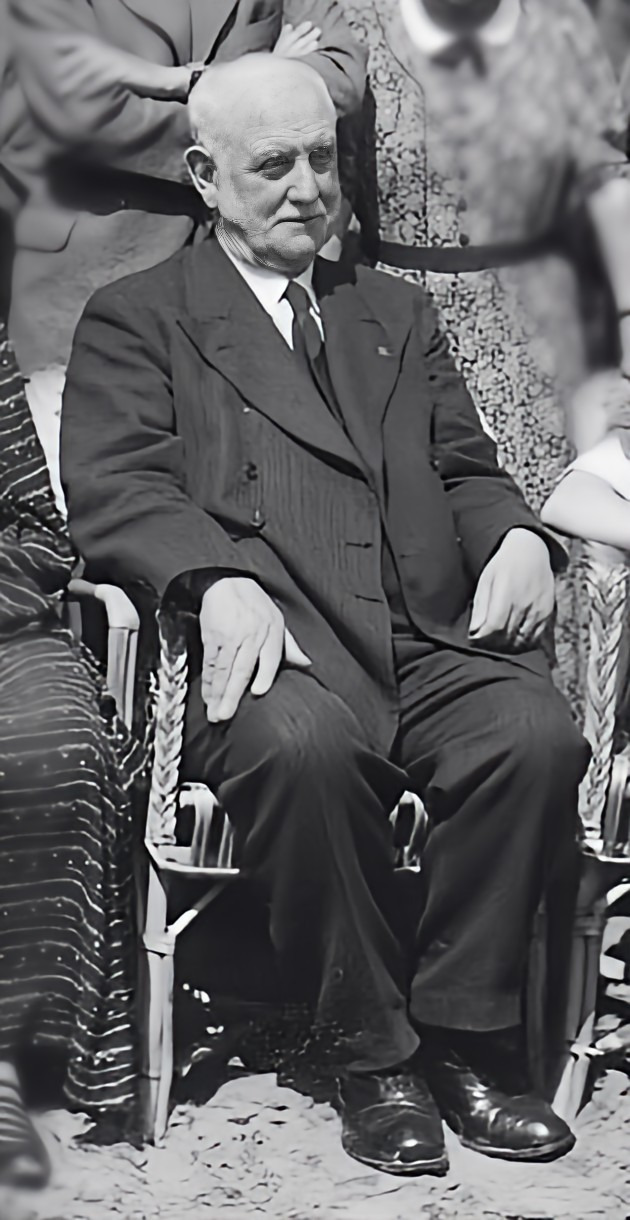
Foto 7 Consiglio 1938, WRI George Lansbury

Il primo contributo registrato di Hansen alla causa della WSPU avvenne nel settembre 1905. Anticipando che nel prossimo futuro si sarebbero svolte le elezioni generali, si assicurò la candidatura dell'attivista socialista George Lansbury nella circoscrizione elettorale di Middlesbrough, con un programma che prevedeva un impegno specifico a favore del voto per le donne. Lansbury era un consigliere locale e tutore della legge sui poveri a Poplar, un lavoratore instancabile tra i poveri e gli svantaggiati dell'East End di Londra. Divenne noto alla Hansen attraverso il legame della famiglia Coates con Joseph Fels, che aveva lavorato con Lansbury nell'organizzazione di programmi di lavoro per aiutare i disoccupati. Nel 1889 Lansbury aveva agito come agente per Jane Cobden quando fu eletta al Consiglio della contea di Londra, ed era noto a Emmeline Pankhurst che aveva fatto una campagna per lui a Walworth durante le elezioni generali del 1895. Dopo le elezioni di Cobden, le priorità di Lansbury si spostarono verso la povertà e la disoccupazione.
Poiché l'ILP locale era vincolato da un patto elettorale segreto con i liberali per sostenere il candidato liberale, Joseph Havelock Wilson, non potevano appoggiare Lansbury. La Hansen tentò senza successo di aggirare questa restrizione. Scrisse a Ramsay MacDonald, il segretario del Labour Representation Committee, sottolineando i vantaggi per il movimento laburista nel sostenere un candidato come Lansbury, ma MacDonald non poté aiutarla; Lansbury si presentò come socialista indipendente. La Hansen persuase Lansbury a includere nel suo discorso elettorale non solo un impegno per l'affrancamento delle donne, ma altre politiche socialiste radicali: la Home Rule Irlandese, pensioni statali, piena occupazione e riconoscimento sindacale. Il suo stretto coinvolgimento con la campagna di Lansbury, agiva come sua agente, irritò alcuni nel suo partito locale, ma adempiva ai suoi doveri con calma efficienza; secondo Shepherd lei "mostrava la qualità essenziale di qualsiasi agente... per mantenere l'ottimismo in tutte le situazioni, qualunque fossero le difficoltà più scoraggianti". Suo marito Frederick agì come tesoriere della campagna, e la maggior parte dei costi furono sostenuti da Fels e Walter Coates. Tuttavia, quando si tennero le elezioni nel gennaio 1906, la miscela socialista di Lansbury si rivelò eccessiva per quello che il suo biografo John Shepherd descrive come "l'elettorato prevalentemente maschile e della classe operaia" e Lansbury fu pesantemente sconfitto. Wilson ricevette 9 227 voti, il suo avversario conservatore 6 846 e Lansbury 1 484, meno del 9 per cento dei voti totali.
La Hansen ebbe il merito maggiore di aver introdotto Lansbury e di averlo educato nella questione del suffragio femminile, un fatto che riconobbe quando le scrisse nell'ottobre 1912. Shepherd scrive che, a tempo debito, "il genere avrebbe sostituito la classe sociale al centro delle sue preoccupazioni e interessi" e il voto per le donne divenne per lui la questione più importante del giorno. Dopo che Lansbury entrò finalmente in parlamento nel 1910, espresse alla Hansen la sua mancanza di fiducia nella capacità dei suoi colleghi parlamentari laburisti di garantire il diritto di voto alle donne, nonostante il partito avesse ormai un impegno politico formale. Nel 1912 Lansbury si dimise dal suo seggio parlamentare, contro le appassionate richieste della Hansen contro tale azione, perché lottasse per esso sulla singola questione dei voti per le donne; fu devastata quando perse le successive elezioni suppletive: "un periodo più infelice non l'avevo mai vissuto". Nell'agosto 1913 Lansbury fu incarcerato per istigazione, dopo aver sostenuto pubblicamente la tattica militante degli organismi suffragisti che erano ormai passati ben oltre la soglia della legalità. Sebbene sia stato rilasciato rapidamente, lei gli scrisse con approvazione: "Hai fatto una grande cosa per noi. Essa... mostra quanto siamo ancora lontani nei secoli bui, specialmente in questioni riguardanti il benessere delle donne".
Le sue preoccupazioni per Lansbury si estesero alla sua famiglia, in particolare a sua moglie Bessie con la quale formò una calda e duratura amicizia. Sentiva che Bessie aveva bisogno di una pausa dalle sue responsabilità per la sua grande famiglia e la invitò a rimanere nel Middlesbrough per una vacanza: "I ragazzi possono prendersi cura dei bambini [più piccoli], le ragazze possono cucinare la cena e il signor Lansbury può rammendare i suoi calzini".

### Attivista della WSPU

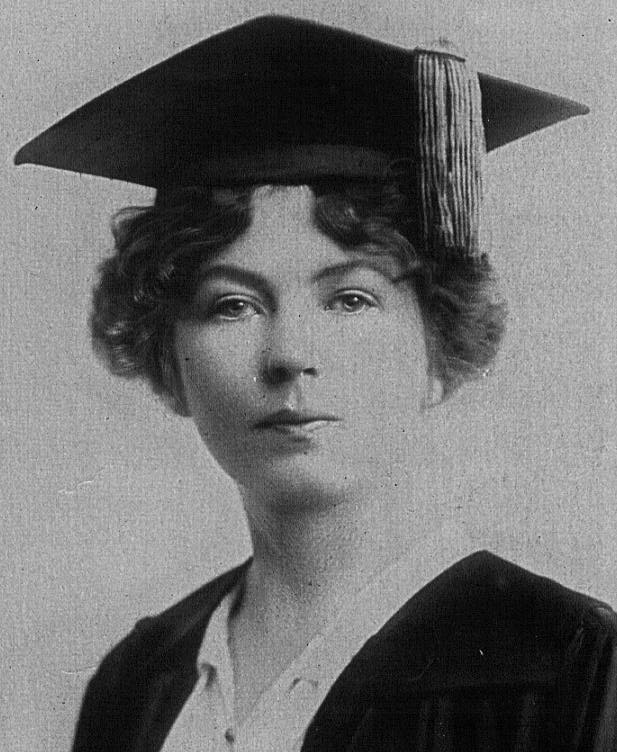
Christabel Pankhurst, una delle principali attiviste della WSPU, fotografata durante la laurea nel 1905

Nell'anno successivo alle elezioni generali del gennaio 1906, vinte dai liberali con una larga maggioranza, il WSPU fu attiva in una serie di concorsi elettorali suppletivi. La Hansen prese parte a molte di queste campagne. A Cockermouth, nell'agosto 1906, sorse una divergenza di opinioni all'interno del WSPU sul fatto che Robert Smillie, il candidato ILP, dovesse essere sostenuto. Smillie favorì il suffragio femminile in modo generico, ma non ne fu mai un sostenitore dichiarato; condivise con la maggior parte dei parlamentari laburisti l'opinione che le riforme sindacali avrebbero dovuto avere la precedenza sulle questioni femminili. Christabel Pankhurst ed altri decisero una campagna separata contro tutti e tre i candidati dichiarati e di conseguenza organizzarono incontri rivali. Questo creò difficoltà per quelli come la Hansen e Mary Gawthorpe, che avevano una forte lealtà verso l'ILP. Anche se la Gawthorpe parlò a nome di Smillie, la Hansen seguì la linea di Christabel, una linea d'azione che si oppose ulteriormente all'ILP locale e causò le sue dimissioni temporanee dal segretariato.
Nelle sue memorie scritte molti anni dopo, la suffragista Hannah Mitchell fornisce una serie di scorci della Hansen durante il periodo 1906-1910. Ricorda la sua campagna elettorale durante una elezione straordinaria a Huddersfield nel mese di novembre; poco dopo, mentre conduceva una serie di incontri, la Mitchell ebbe dei brividi: "Mi ammalai così tanto che la mia padrona, la signora Coates-Hanson, [sic] mi mise subito a letto... Grazie alla sua gentilezza riuscii a superare tutte le riunioni e lei insisteva perché restassi qualche giorno a riposarmi. La casa degli Hanson era incantevole ed era la prima volta in vita mia che ero servita e accudita, mentre la meravigliosa cortesia del signor e della signora Hanson, tra loro e con i loro ospiti, resero quei pochi giorni come uno scorcio di Paradiso".
Il WSPU continuò a crescere rapidamente, ma molti membri erano sempre più insoddisfatti dalla mancanza di democrazia dell'organizzazione e dal suo distacco dal movimento operaio. Lo storico Martin Pugh osserva che per molti, "[il WSPU] non rappresentava altro che una piccola cricca centrale che prendeva poco in considerazione le opinioni dei suoi membri". Quando nel settembre 1907 Emmeline Pankhurst abbandonò l'atto costitutivo e nominò un comitato esecutivo dei suoi candidati, un certo numero di membri, tra cui la Hansen, lasciò il WSPU e formò la Women's Freedom League (WFL). Quest'ultima, pur impegnandosi pienamente nella lotta degli attivisti, adottò un atto costittutivo democratico. Raccolse molti dei membri della classe operaia del WSPU e promosse migliori relazioni con il movimento operaio in parlamento. La Hansen, insieme a Charlotte Despard e Teresa Billington-Greig si unrono al comitato esecutivo iniziale della WFL.

### Women's Freedom League
Nonostante il suo ruolo nella formazione della WFL, ci sono poche registrazioni delle attività di Hansen per suo conto, anche se la sua corrispondenza con Lansbury negli anni fino al 1914 indica che rimase appassionatamente impegnata nella causa del suffragio femminile. Potrebbe essere stata uno dei membri della WFL che tentò di presentare una petizione a Re Edoardo VII all'Apertura di Stato del Parlamento il 29 gennaio 1908, e potrebbe aver partecipato ai picchetti di massa della Camera dei Comuni e al 10 Downing Street, organizzati dalla WFL nell'estate del 1909. La futura cognata di Hansen, Alice Schofield (sposò Charles Coates nel 1910) ebbe maggiore visibilità; attiva organizzatrice della WFL, fu imprigionata nel 1909 per la sua parte in una manifestazione alla Camera dei Comuni. Anche se le due donne condividevano preoccupazioni politiche e ideologiche comuni, non erano vicine; la figlia di Alice Coates, Marion Johnson, intervistata nel 1975, rivelò che le due non si amavano, e dove possibile tenevano le distanze.

## Anni successivi
Dopo la prima guerra mondiale, durante la quale la campagna per il suffragio femminile fu in gran parte sospesa, la Hansen non sembra aver ripreso le sue attività nel WFL. Nel 1919 lei e Alice Coates divennero le prime donne elette al Middlesbrough Borough Council-Coates, eletto una settimana prima della Hansen. I due erano tra i pochissimi suffragisti attivi che presero parte alla politica locale. Le principali preoccupazioni della Hansen come consigliera erano legati allo sgombero dei bassifondi ed agli alloggi; durante gli anni '30 parlò contro la distruzione indiscriminata di proprietà nel quartiere storico di Santa Hilda, sostenendo che molte case destinate alla demolizione "possedevano prospetti e interni di pregio che rendono difficile la ricerca di difetti".
Dal 1911 la Hansen, che era senza figli, visse con suo marito nel distretto di Nunthorpe della città. Più tardi, dopo la morte di Frederick Hansen, visse a Great Ayton, fuori Middlesbrough, dove morì il 2 gennaio 1947. Shepherd cita la descrizione della Hansen da parte di Lansbury come "una donna di corporatura molto esile: il suo corpo fragile possiede una volontà di ferro e uno spirito coraggioso. La libertà per cui si sforzava era quella che avrebbe emancipato corpo, anima e spirito". Shepherd sottolinea anche la relativa invisibilità di Hansen dopo che la sua vita attiva era finita: "[Il suo] nome è raramente menzionato nelle storie classiche del movimento delle suffragette". la società di storia locale di Nunthorpe si riferisce a lei come a "una straordinaria femminista che gli storici hanno dimenticato".